# Vuko Borozan
Vuko Borozan (født 9. april 1994 i Cetinje, Montenegro) er en montenegrisnk håndboldspiller som spiller for Veszprém KC og Montenegros herrehåndboldlandshold.